# قسم أبرومند الريفي (مقاطعة بهار)
قسم أبرومند الريفي (بالفارسية: دهستان آبرومند) هي منطقة ريفية تقع في إيران في قسم. يقدر عدد سكانها بـ 8,624 نسمة .